# Kirkowo
Kirkowo (bulgarisch Кирково) ist ein Dorf in der Oblast Kardschali in Südbulgarien.
Das Dorf Kirkowo hat 685 Einwohner (1. Januar 2007) und ist das Verwaltungszentrum der gleichnamigen Gemeinde Kirkowo, welche eine Fläche von 2,964 km² hat. Das Dorf Kirkowo liegt auf einer Höhe von 300 bis 499 Meter über dem Meeresspiegel, 11 km nördlich der Grenze zu Griechenland. Der ehemalige türkische Name des Dorfes war Kırkova, was "40 Ebenen" bedeutet. Kirkowo hat keinen eigenen Bürgermeister, sondern untersteht direkt dem Bürgermeister der Gemeinde Kirkowo.

## Geografie der Gemeinde Kirkowo
Die Gemeinde Kirkowo liegt ganz im südlichen Bereich der Oblast Kardschali, im Rhodopen-Gebirge. 

## Gemeindegliederung
Die Gemeinde Kirkowo (bulg. Община Кирково) mit 45.466 Einwohnern auf einer Fläche von 594 km² besteht aus 73 Siedlungen, die vorwiegend in stark gebirgigem Terrain liegen. Zur Gemeinde gehört das Dorf Podkowa.
| - Aprilzi (Oblast Kardschali) (alle folgenden Einwohnerzahlen sind von 2008; 141 Einwohner) - Benkowski (Oblast Kardschali) (2105 Einwohner) - Bregowo (Dorf) (107 Einwohner) - Chaidschijsko (330 Einwohner) - Dedez (53 Einwohner) - Delwino (Oblast Kardschali) (219 Einwohner) - Djuliza (250 Einwohner) - Dobromirzi (402 Einwohner) - Dolno Kapinowo (337 Einwohner) - Domischte (436 Einwohner) - Drangowo (Oblast Kardschali) (1196 Einwohner) - Drjanowo glawa (61 Einwohner) - Druschnizi (360 Einwohner) - Dscherowo (353 Einwohner) - Erowete (111 Einwohner) - Fotinowo (Oblast Kardschali) (805 Einwohner) - Gorno Kapinowo (330 Einwohner) - Gorno Kirkowo (584 Einwohner) - Gorski iswor (Oblast Kardschali) (695 Einwohner) - Griwjak (Dorf) (129 Einwohner) - Jakowiza (76 Einwohner) - Janino (28 Einwohner) - Kajaloba (236 Einwohner) - Kartschowko (185 Einwohner) - Kirkowo (718 Einwohner) - Kitna (242 Einwohner) - Koslewo (36 Einwohner) - Kosturino (Oblast Kardschali) (20 Einwohner) - Kran (Dorf) (298 Einwohner) - Kremen (Oblast Kardschali) (112 Einwohner) - Krilatiza (169 Einwohner) - Kukurjak (Oblast Kardschali) (235 Einwohner) - Losengradzi (263 Einwohner) - Maglene (67 Einwohner) - Malkotsch (336 Einwohner) - Medewzi (39 Einwohner) - Metlitschina (Oblast Kardschali) (153 Einwohner) - Metlitschka (45 Einwohner) - Mogiljane (300 Einwohner) - Nane (Dorf) (2 Einwohner) - Orliza (242 Einwohner; 5 km von der griechischen Grenze; 1 km entfernt liegt der Makasa-Pass) - Ostrowez (371 Einwohner) - Parwenzi (20 Einwohner) - Parwiza (375 Einwohner) - Plowka (94 Einwohner) - Podkowa (Oblast Kardschali) (377 Einwohner; 15 km nördlich vom Makasa-Pass; von Podkowa wird eine Straße zum Makasa-Pass gebaut, um einen weiteren Grenzübergang nach Griechenland zu eröffnen; in Podkowa befindet sich der südlichste Bahnhof Bulgariens) - Preseka (Dorf) (325 Einwohner) - Rastnik (107 Einwohner) - Sagorski (29 Einwohner) - Samodiwa (Dorf) (263 Einwohner) - Samokitka (100 Einwohner) - Sawoja (376 Einwohner) - Schipok (6 Einwohner) - Schopzi (436 Einwohner) - Schumnatiza (Dorf) (512 Einwohner) - Sdrawtschez (188 Einwohner) - Sekirka (59 Einwohner) - Sredsko (142 Einwohner) - Starejschino (81 Einwohner) - Starowo (352 Einwohner) - Stomanzi (249 Einwohner) - Strischba (158 Einwohner) - Swetlen (Oblast Kardschali) (26 Einwohner) - Tichomir (Dorf) (1325 Einwohner; bis 1934 trug es den Namen Tersi juren - bulg.:Терзи юрен; in der Nähe ist die "Römische Brücke" aus der Römerzeit) - Tschakalarowo (1418 Einwohner) - Tschawka (Dorf) (31 Einwohner; am Nordhang des Gjumjurdschinski sneschnik; bulg.: Гюмюрджински снежник) - Tschitschewo (54 Einwohner) - Tschorbadschijsko (2001 Einwohner) - Warseja - Waltschanka (148 Einwohner) - Warban (Oblast Kardschali) (520 Einwohner) - Warli dol (Oblast Kardschali) (6 Einwohner) - Zarino (2 Einwohner) |

### Nachbargemeinden
Nachbargemeinden innerhalb der Oblast Kardschali sind – von Norden aus im Uhrzeigersinn – Dschebel, Momtschilgrad und Krumowgrad.